# Blue-plate special

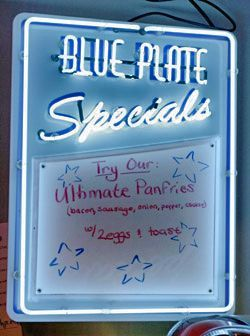
Publicité lumineuse typique annonçant un « blue-plate special », au Red Arrow Diner à Manchester du New Hampshire aux États-Unis.

Un blue-plate special est un repas à prix réduit qui change tous les jours, à l'instar du plat du jour, proposé au menu dans des restaurants. Il est présenté dans un seul plateau-assiette. Cette pratique était courante depuis les années 1920 dans les restaurants américains et canadiens jusque dans les années 1950, en particulier dans les diners et les petits restaurants à bon marché (greasy spoon (en)). Il existe encore quelques restaurants et diners qui proposent des blue-plate specials sous ce nom encore en 2007, parfois sur des assiettes bleues, mais cette tradition est en voie de disparition. Son nom est tiré de l'assiette ou du plateau-repas caractérisé par sa couleur bleue.
Un recueil de textes des années 1930 donne cette définition : « Un Blue Plate Special est un plat du jour à bas prix - un plat principal avec tous les accompagnements, un repas quotidien fait de plusieurs éléments, un repas complet  [« square »] pour un quart de dollar américain [ deux bits (en) ]. »

## Histoire

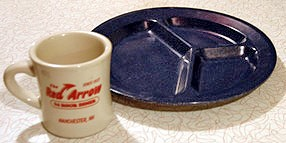
Certains blue-plate specials sont servis dans des plateaux-assiettes divisés.

L'origine et l'explication de cette expression ne sont pas claires. L'étymologiste Michael Quinion (en) cite une entrée de dictionnaire indiquant que les blue plates étaient, plus précisément, des plateaux divisés économiques, entièrement bleu puis décorés d'un motif de saule bleu (« blue willow (en) ») ou d'un motif bleu similaire, comme ceux popularisés par Spode (en) et Wedgwood mais en moins onéreux. L'un des correspondants de Michael Quinion indique que la première utilisation connue du terme figure sur un menu de restaurant de la Fred Harvey Company (en) du 22 octobre 1892 et laisse entendre que les blue plates étaient régulièrement proposés dans les maisons Harvey à la fin du dix-neuvième siècle,. Kevin Reed raconte que « pendant la Grande Dépression de 1930, un fabricant a commencé à fabriquer des plateaux-assiettes avec des compartiments pour chaque constituant du repas -comme un plateau télé (TV dinner)- et il semble que, pour une raison quelconque, ils n'étaient disponibles qu'en bleu. »
Le terme est devenu courant à partir de la fin des années 1920. Une publicité parue le 27 mai 1926 dans le New York Times pour « The Famous Old Sea Grill Lobster and Chop House », situé au 141 West 45th Street, promettait un à la carte toute la journée (« A La Carte All Hours »), des prix modérés (« Moderate Prices ») et les « Blue Plate Specials ». Un article du 2 décembre 1928, déplorant la hausse des prix qui avait rendu difficile le fait de « dîner pour un sou », faisait l'éloge d'un établissement d'Ann Street où l'on pouvait encore obtenir « un sandwich au steak et à l'oignon pour un sou » et un « grand blue-plate special, avec un plat de viande et trois légumes, pour un quart de dollar, comme c'était le cas ces dix dernières années ». La première publication de la nouvelle de Damon Runyon, Little Miss Marker, a eu lieu en 1934 dans un recueil intitulé « Damon Runyon's Blue Plate Special » (Le blue plate special de Damon Runyon). Un chroniqueur hollywoodien écrivait en 1940 : « Chaque fois que Spencer Tracy entre dans la cantine de la « Metro », les cadres et les techniciens lèvent les yeux de leur blue plate pour regarder l'acteur et s'émerveiller ».
Le choix des plateaux-assiettes bleus, en particulier pendant la Grande Dépression, peut être lié à la psychologie des couleurs, car le bleu n'est pas une couleur associée à la nourriture, et les gens pourraient vouloir modérer leur consommation de nourriture lorsqu'elle est présentée dans une assiette bleue peu apéritive plutôt que dans une couleur plus attrayante.
En général, les aliments sont précuits et maintenus à la température de service, ce qui permet un service rapide et une rotation plus efficace. En outre, le repas en un seul plateau-assiette permet d'économiser temps et argent sur le lavage de la vaisselle. Les blue-plate specials peuvent être l'occasion au restaurateur de proposer un nouveau plat, un produit de saison périssable ou d'écouler plus rapidement des aliments à leur date limite de consommation.
L'expression « pas de substitutions » était couramment utilisée pour les blue-plate specials. Dans un épisode de 1947 de The Candid Microphone (en), on voit Allen Funt commander un plat du jour et essayer de convaincre le serveur de faire divers changements, comme remplacer la soupe aux légumes par du consommé, tandis que le serveur, poli mais de plus en plus agacé, essaie en vain d'expliquer à Funt que la mention « pas de substitutions » signifie ce qu'elle veut dire. Dans Cinq Pièces faciles (Five Easy Pieces) de 1970, le personnage de Jack Nicholson, Bobby Dupea, se dispute avec la serveuse à propos de la politique de « non substitution ». Dans le roman Notre agent à La Havane (1958) de Graham Greene, on trouve l'échange suivant à propos d'un « déjeuner américain blue-plate » :

« — Tu sais sûrement ce qu'est un blue-plate, mec ? Ils te fourrent tout le repas sous le nez, déjà préparé dans ton assiette -dinde rôtie, sauce aux airelles, saucisses et carottes et frites. Je ne supporte pas les frites, mais on ne peut pas choisir avec un blue-plate.
— Pas de choix ?
— Tu manges ce qu'on te donne. C'est ça la démocratie, mec. »

Ce type de repas servi dans une seule assiette (ou un plateau-repas) peut être rapproché du plat combiné (en) servi en particulier dans la restauration rapide mais à la différence qu'avec celui-ci on peut choisir différents plats ou plusieurs combinaisons d'ingrédients. C'est notamment le cas dans des restaurants d'Espagne et d'Amérique du Sud.
Le Japon prend un soin tout particulier avec sa variante Bento.

## Usage actuel

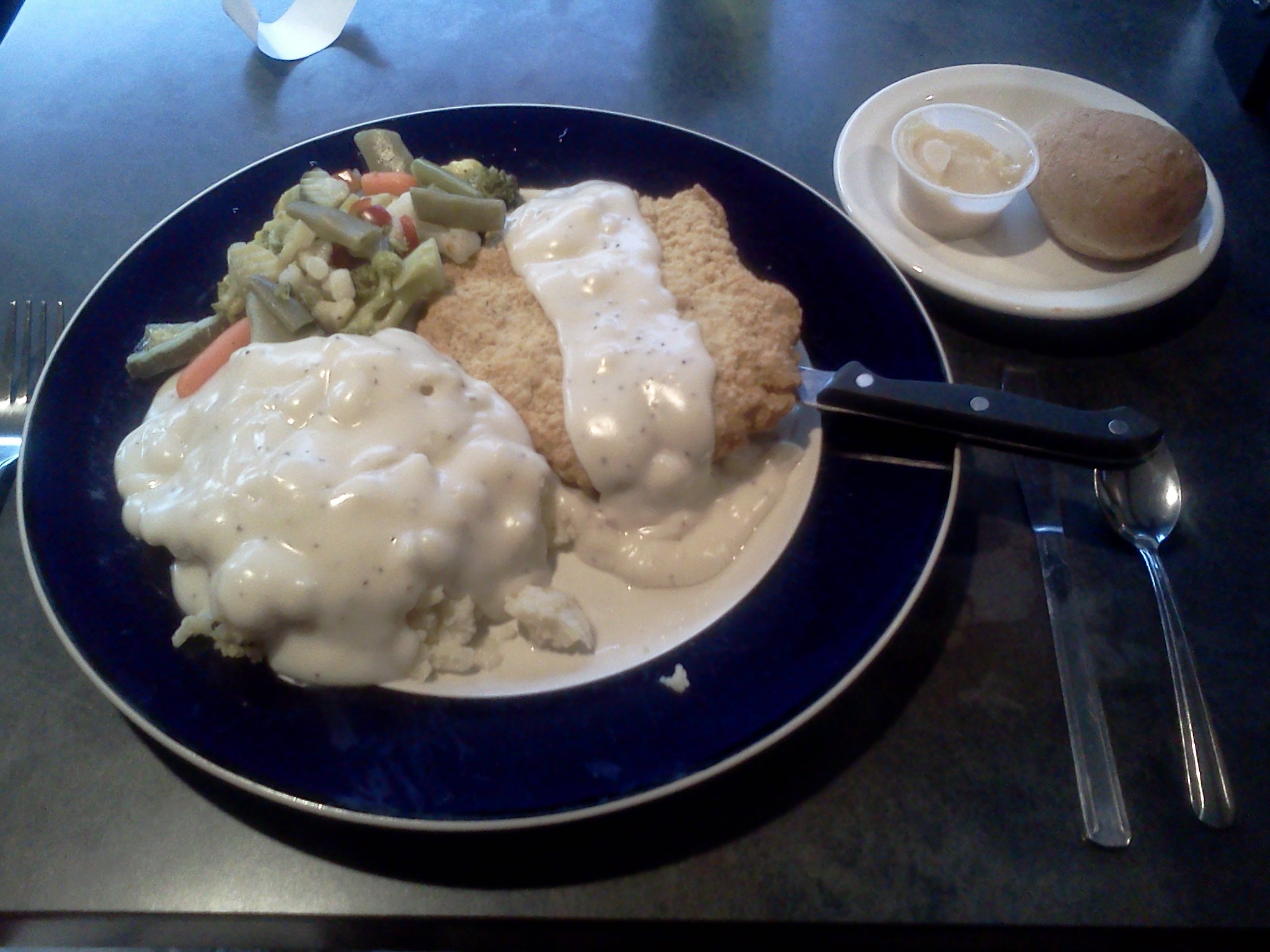
Blue-plate special à Mullan en Idaho.

Dans l'usage contemporain en Amérique du Nord, un « blue-plate special » peut être un repas complet bon marché, un plat du jour ou simplement une expression fantaisiste pour désigner un repas maison composé de bric et de broc, ou de restes.

### Dans le domaine du cinéma et de la télévision
Dans le film de 1973 L'Arnaque, le personnage de Robert Redford, Johnny « Kelly » Hooker, commande le plat spécial au restaurant. Dans le film de 1974 Spéciale Première (The Front Page), on dit que le tueur condamné Earl Williams reçoit un « 95-cent blue plate special from the greasy spoon across the street » (blue plate special à 95 cents du petit restaurants à bon marché (greasy spoon (en)) de l'autre côté de la rue) pour son dernier repas. Dans le film de 1997 Good Will Hunting, le personnage de Matt Damon fait référence à un « blue-plate special » dans l'un des monologues les plus mémorables du film, lorsqu'il explique pourquoi il ne souhaite pas travailler pour le gouvernement. Dans la série télévisée du jeu Double Dare, l'un des obstacles du parcours final s'appelle le Blue Plate Special. Dans Le Diable, tout le temps (The Devil All The Time) de 2020 sur Netflix, Willard se voit offrir le pain de viande « blue plate special » par la serveuse du Wooden Spoon Diner à Mullan en Idaho ; il opte à la place pour un café et un beignet. Dans X-Files, Skinner commande un blue plate special dans un diner, juste avant de se faire tirer dessus.

### Dans la presse écrite

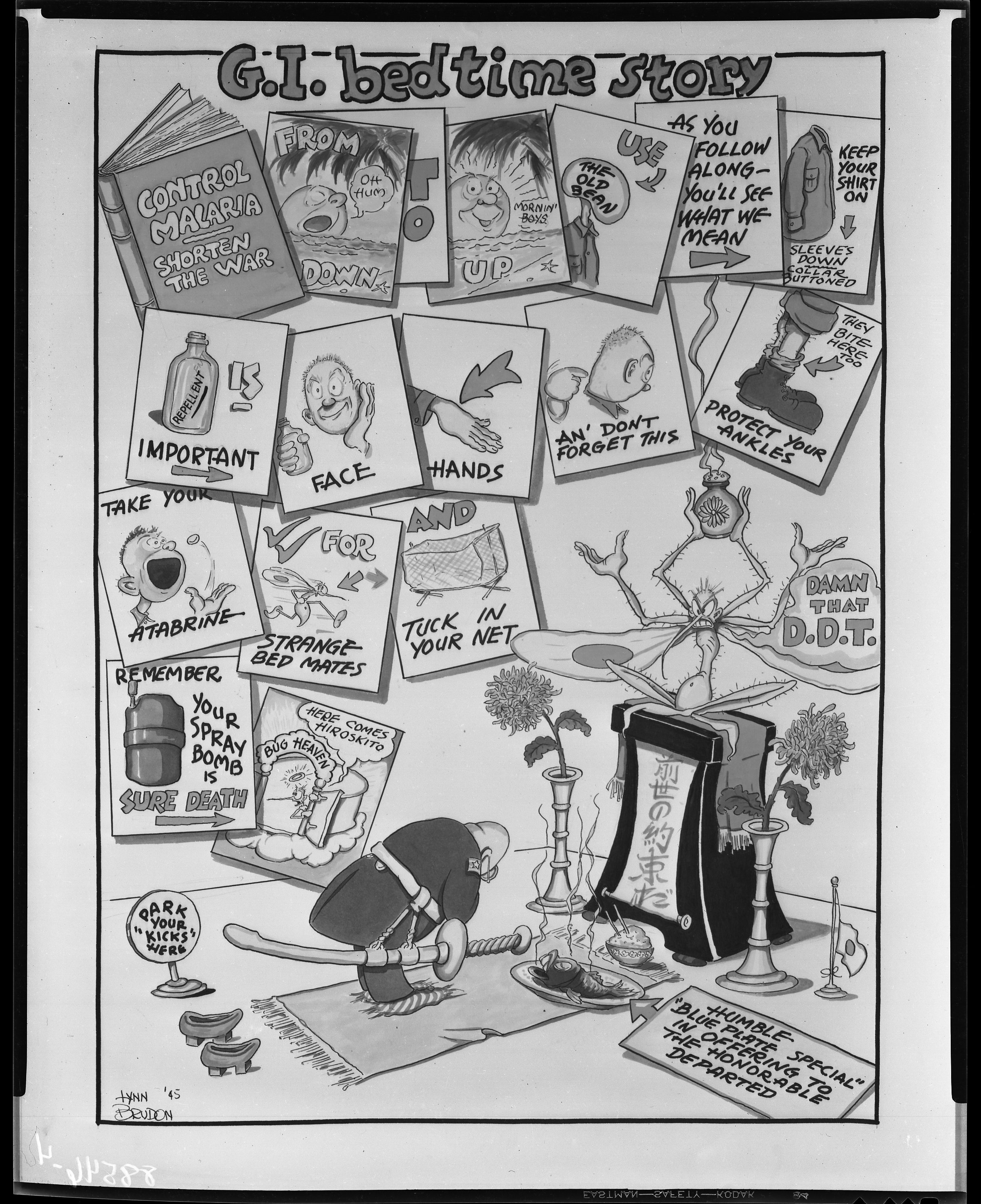
Affiche de prévention du paludisme (transmis par les moustiques) pour le soldat américain en 1945. On y voit un « humble “blue plate special” en offrande aux honorables disparus » devant l'empereur japonais en moustique.

Dans le roman Notre agent à La Havane publié en 1958, de Graham Greene, le protagoniste, M. Wormold, est presque empoisonné par un rival alors qu'il prend un blue plate comme déjeuner lors d'une réunion de l'Association des commerçants européens.
Dans le comic strip Blondie du 8 juillet 1964, Dagwood s'interroge sur le fait que le blue plate soit servi dans une assiette blanche. L'explication est qu'il porte le nom du cuisinier : Oscar Blueplate.
Richard Bernstein a intitulé sa critique du livre d'Andrew Hurley Diners, Bowling Alleys, and Trailer Parks (2001) « The Red, White and Blue Plate Special » (L'assiette rouge, blanche et bleue).
Les experts en guide gastronomique Jane et Michael Stern (en) ont intitulé leur guide Blue Plate Specials and Blue Ribbon Chefs: The Heart And Soul of America's Great Roadside Restaurants (2001).